# 脂肪融解レーザー
脂肪融解レーザー（しぼうゆうかいレーザー）は、脂肪融解能力をもつレーザーで脂肪を融解し老廃物として体外に排出する施術のこと。部分痩せしたい人や脂肪吸引には抵抗がある人に用いられる。レーザースタイリングとも呼ばれる。

## 概要
脂肪を減らしたい部分に直接レーザーを当て脂肪を融解。融解されたものは、マクロファージ（白血球の一種）にどん食され、最終的には尿や汗といった老廃物と一緒に体外に排出される。局所麻酔を用いて施術される事が多く、脂肪吸引と比較して施術時間が短い。
実際レーザーで融解出来る脂肪量は1回あたり約250cc程度と限られているため、広範囲の脂肪除去には適しておらず、顔（頬や顎）、二の腕や膝などの部分痩身に適している。基本的に脂肪細胞自体を取り除く事は出来ない。

## 脂肪融解レーザー（レーザースタイリング）の種類
スマートリポ
脂肪組織に直接レーザーを照射、脂肪細胞の細胞膜を破壊して脂肪を分解し、体外に排出する。単一の波長のレーザー光で一方方向にのみ照射する方法。1回で吸収される脂肪が少ないため、今ではあまり用いられない。
スマートリポMPX（スマートリポTriPlex）
出力されるレーザー光が従来のスマートリポの5倍になったもの。脂肪細胞壁を破壊して脂肪細胞を融解し体外に排出する。波長が3種類あり脂肪の深さや質に合わせて波長を選択出来る。施術回数は1回で良い。スマートリポの改善版といえる。
アキュシェイプ（アキュスカルプII）
独特の波長を持つレーザーを脂肪組織に直接照射して脂肪を溶解、体外に排出させる。コラーゲン生成を促進出来る長さの波長のため、皮膚のタイトニング効果が期待出来る。単一の波長で一方方向のみに照射する方法。施術回数は1回で良い。
プラズマリポ
脂肪組織に直接プラズマ光を照射し、脂肪細胞の細胞膜を破壊して脂肪を分解し、体外に排出させる。球状の波長で360度の方向にエネルギーが照射されるため、単一方向のレーザーのものより広い範囲の脂肪を分解出来る。プラズマ光でコラーゲンが刺激され皮膚の引き締め効果も期待出来る。スマートリポとアキュシェイプの長所を持ち合わせている。
プラズマドレナージ
上記プラズマリポに、分解した脂肪をその場で排除出来る機能が付いている。レーザー系の痩身施術の中では、唯一直後から効果を実感出来る。プラズマリポ同様、肌の収縮作用も持ち合わせている。

## 脂肪融解注射メソセラピー、その他の方法
メソセラピー
脂肪融解注射メソセラピーはリポスタビルを代表とするフォスファチジルコリンと呼ばれるリン脂質を体内に注入し、脂肪細胞膜を壊し、脂肪を減らす。最近ではメソアクティスを代表とするエレクトロポーションで体内に導入する方法もあるが、通常の注射よりも体内に入る量が少ないため、効果は少ない。メソセラピーは一度に減らせる脂肪細胞数に限界があり、施術回数も数回から十数回必要なため、広範囲や多い脂肪には向いておらず、ごく小範囲希望の場合に用いられる。
その他
カーボメッドという炭酸ガスを体内に注入して酸性化し、脂肪を弱らせ、脂肪を落とす方法や、体外式の超音波を試された時期もあったが、実際はほとんど効果が無かったため、現在ではほとんど使用されていない。
脂肪融解レーザーと脂肪融解注射、それぞれ様々な方法があるが、効果という側面では脂肪吸引の方が大きく上回る。